# Пшитик
Пшитик (пол. Przytyk) — місто в Польщі, у гміні Пшитик Радомського повіту Мазовецького воєводства.
Населення — 1007 осіб (2011).
У 1975-1998 роках село належало до Радомського воєводства.

## Демографія
Демографічна структура станом на 31 березня 2011 року:
|          | Загалом | Допрацездатний вік | Працездатний вік | Постпрацездатний вік |
| -------- | ------- | ------------------ | ---------------- | -------------------- |
| Чоловіки | 488     | 105                | 340              | 43                   |
| Жінки    | 519     | 126                | 303              | 90                   |
| Разом    | 1007    | 231                | 643              | 133                  |